# Canton de Saint-Valery-en-Caux
Le canton de Saint-Valery-en-Caux est une circonscription électorale française située dans le département de la Seine-Maritime et la région Normandie.
À la suite du redécoupage cantonal de 2014, les limites territoriales du canton sont remaniées. Le nombre de communes du canton passe de 14 à 77.

## Géographie
Ce canton est organisé autour de Saint-Valery-en-Caux dans l'arrondissement de Dieppe. Son altitude varie de 0 m (Ingouville) à 129 m (Drosay) pour une altitude moyenne de 68 m.

## Histoire
- De 1833 à 1848, les cantons de Fontaine-le-Dun et de Saint-Valéry-en-Caux avaient le même conseiller général. Le nombre de conseillers généraux était limité à 30 par département[5].

## Représentation

### Conseillers généraux de 1833 à 2015
| Période | Période          | Identité                                       | Étiquette                               | Qualité |
| ------- | ---------------- | ---------------------------------------------- | --------------------------------------- | --- |
| 1833    | 1835 (décès)     | Abraham Leseigneur                             | Libéral                                 | Lieutenant des canonniers gardes côtes Lieutenant de la Garde nationale Négociant, Juge de Paix à Saint-Valery-en-Caux Député (1815, 1819-1823) |
| 1835    | 1848             | Adolphe Leseigneur (fils d'Abraham Leseigneur) | Conservateur                            | Armateur, maire de Saint-Valery-en-Caux Député (1842-1848)                                                                                      |
| 1848    | 1852             | Arthur Follin (1813-1871)                      |                                         | Armateur à Saint-Valery-en-Caux |
| 1852    | 1870             | Adolphe Leseigneur                             | Conservateur Bonapartiste               | Armateur, maire de Saint-Valery-en-Caux Député (1842-1848)                                                                                      |
| 1870    | 1904             | Louis Savoye (1836-1918)                       | Appel au peuple (France) (Bonapartiste) | Maître des requêtes au Conseil d'État Député (1871-1881), Saint-Valery-en-Caux                                                                  |
| 1904    | 1919             | Achille Doutrelaut                             | Républicain radical                     | Inspecteur des travaux agricoles, maire de Saint-Valery-en-Caux (1884-1919)                                                                     |
| 1919    | 1930 (démission) | Edmond Chatel                                  | Rad.                                    | Industriel et agriculteur à Paluel |
| 1930    | 1940             | Louis Grapin                                   | Rad.ind-RG                              | Médecin capitaine, Saint-Valery-en-Caux |
|         |                  |                                                |                                         | |
| 1945    | 1955             | Henri Cherfils (1898-1982)                     | Rad.                                    | Maire de Saint-Valery-en-Caux |
| 1955    | 2004             | Jacques Couture                                | RI puis UDF                             | Médecin généraliste, maire de Saint-Valery-en-Caux (1959-2001), député suppléant de Roger Fossé (1968-1986)                                     |
| 2004    | 2015             | Jacky Héloury                                  | PS puis PCF                             | Agent EDF Maire de Néville (1995-2014) |

### Conseillers d'arrondissement (de 1833 à 1940)
Le canton de Saint-Valery-en-Caux appartenait à l'arrondissement d'Yvetot jusqu'à sa disparition en 1926.
| Période                                  | Période      | Identité                                | Étiquette                       | Qualité |
| ---------------------------------------- | ------------ | --------------------------------------- | ------------------------------- | --- |
| 1833                                     | 1848         | Louis Hyacinthe Guérard (1787-1855)     |                                 | Propriétaire à Manneville-ès-Plains                                                                           |
| 1848                                     | 1852         | Narcisse Pichard                        |                                 | Armateur à Saint-Valery-en-Caux, membre de la Chambre de commerce de Rouen, président du Tribunal de commerce |
| 1852                                     | 1858         | M. Hellouin                             |                                 | |
| 1858                                     | 1864         | Zacharie Gallemand (1813-1883)          |                                 | Notaire et homme d'affaires à Paris, maire de Saint-Valery-en-Caux (1853-1859)                                |
| 1864                                     | 1882 (décès) | Charles Prudent Anquetil (1814-1882)    | Monarchiste                     | Armateur, maire de Saint-Valery-en-Caux, Président du Conseil d'arrondissement                                |
| 1882                                     | 1891 (décès) | Narcisse Pichard (1838-1891)            | Républicain                     | Armateur, adjoint au maire de Saint-Valery-en-Caux                                                            |
| 1891                                     | 1910 (décès) | Auguste-Alexandre Mosqueron (1854-1910) | Républicain libéral             | Docteur-médecin à Saint-Valery-en-Caux                                                                        |
| 19 déc. 1910                             | 1919         | Jean Lefebvre                           | Républicain                     | |
| 1919                                     | 1925         | Marcel Grapin                           | Républicain démocrate puis Rad. | Médecin, Saint-Valery-en-Caux                                                                                 |
| 1925                                     | 1940         | André Retel                             | Union nationale                 | Agriculteur à Saint-Valery-en-Caux                                                                            |
| 1940                                     |              |                                         |                                 | Les conseils d'arrondissement ont été suspendus par la loi du 12 octobre 1940 et n'ont jamais été réactivés   |
| Les données manquantes sont à compléter. |              |                                         |                                 | |

### Conseillers départementaux à partir de 2015
| Période élective | Période élective | Mandat | Mandat   | Identité             | Nuance | Nuance | Qualité |
| ---------------- | ---------------- | ------ | -------- | -------------------- | ------ | ------ | --- |
| 2015             | 2021             | 2015   | 2021     | Jean-Louis Chauvensy |        | LR     | Maire de Malleville-les-Grès |
| 2015             | 2021             | 2015   | 2021     | Cécile Sineau-Patry  |        | UDI    | Professeure d'histoire-géographie Adjointe au maire de Fauville-en-Caux puis de Terres-de-Caux                                      |
| 2021             | 2028             | 2021   | en cours | Jérôme Lheureux      |        | UDI    | Maire de La Gaillarde, Président de la Communauté de communes                                                                       |
| 2021             | 2028             | 2021   | en cours | Cécile Sineau-Patry  |        | LR     | Conseillère sortante, 7e vice-présidente chargée de la Transition écologique, de la Ruralité, de l’Agriculture et de l’Alimentation |

### Résultats détaillés

#### Élections de mars 2015
À l'issue du 1er tour des élections départementales de 2015, trois binômes sont en ballottage : Jean-Louis Chauvensy et Cécile Sineau-Patry (Union de la Droite, 30,62 %), Catherine Baudry et Jean-François Mayer (Union de la Gauche, 28,79 %) et Stéphanie Barbin et Denis Blondel (FN, 26,94 %). Le taux de participation est de 55,1 % (15 291 votants sur 27 749 inscrits) contre 49,48 % au niveau départemental et 50,17 % au niveau national.
Au second tour, Jean-Louis Chauvensy et Cécile Sineau-Patry (Union de la Droite) sont élus avec 38,42 % des suffrages exprimés et un taux de participation de 55,18 % (5 618 voix pour 15 307 votants et 27 742 inscrits).

#### Élections de juin 2021
Le premier tour des élections départementales de 2021 est marqué par un très faible taux de participation (33,26 % au niveau national). Dans le canton de Saint-Valery-en-Caux, ce taux de participation est de 38,41 % (10 561 votants sur 27 496 inscrits) contre 32,19 % au niveau départemental. À l'issue de ce premier tour, deux binômes sont en ballottage : Jérôme Lheureux et Cécile Sineau-Patry (Union au centre et à droite, 42,88 %) et Alexandra Buquet et Jean-Pierre Thevenot (PS, 27 %).
Le second tour des élections est marqué une nouvelle fois par une abstention massive équivalente au premier tour. Les taux de participation sont de 34,36 % au niveau national, 32,06 % dans le département et 37,23 % dans le canton de Saint-Valery-en-Caux. Jérôme Lheureux et Cécile Sineau-Patry (Union au centre et à droite) sont élus avec 60,13 % des suffrages exprimés (5 728 voix pour 10 242 votants et 27 511 inscrits),,. 

## Composition

### Composition avant 2015
Le canton de Saint-Valery-en-Caux regroupait 14 communes.
| Nom                              | Code Insee | Codepostal | Superficie (km2) | Population (dernière pop. légale) | Densité (hab./km2) |
| -------------------------------- | ---------- | ---------- | ---------------- | --------------------------------- | ------------------ |
| Saint-Valery-en-Caux (chef-lieu) | 76655      | 76460      | 10,47            | 4 314 (2012)                      | 412                |
| Blosseville                      | 76104      | 76460      | 6,96             | 295 (2012)                        | 42                 |
| Cailleville                      | 76151      | 76460      | 5,03             | 262 (2012)                        | 52                 |
| Drosay                           | 76221      | 76460      | 6,43             | 188 (2012)                        | 29                 |
| Gueutteville-les-Grès            | 76336      | 76460      | 4,39             | 359 (2012)                        | 82                 |
| Ingouville                       | 76375      | 76460      | 7,91             | 240 (2012)                        | 30                 |
| Manneville-ès-Plains             | 76407      | 76460      | 6,36             | 268 (2012)                        | 42                 |
| Le Mesnil-Durdent                | 76428      | 76460      | 1,32             | 21 (2012)                         | 16                 |
| Néville                          | 76467      | 76460      | 9,23             | 1 154 (2012)                      | 125                |
| Pleine-Sève                      | 76504      | 76460      | 4,07             | 135 (2012)                        | 33                 |
| Sainte-Colombe                   | 76569      | 76460      | 5,74             | 198 (2012)                        | 34                 |
| Saint-Riquier-ès-Plains          | 76646      | 76460      | 6,22             | 585 (2012)                        | 94                 |
| Saint-Sylvain                    | 76651      | 76460      | 3,24             | 183 (2012)                        | 56                 |
| Veules-les-Roses                 | 76735      | 76980      | 5,19             | 539 (2012)                        | 104                |

### Composition depuis 2015
Lors du redécoupage de 2014, le canton comprenait soixante-dix-sept communes entières.
À la suite de la création de la commune nouvelle de Terres-de-Caux au 1er janvier 2017, le canton comprend désormais soixante-et-onze communes entières.
| Nom                                          | Code Insee | Intercommunalité        | Superficie (km2) | Population (dernière pop. légale) | Densité (hab./km2) | Modifier                                    |
| -------------------------------------------- | ---------- | ----------------------- | ---------------- | --------------------------------- | ------------------ | ------------------------------------------- |
| Saint-Valery-en-Caux (bureau centralisateur) | 76655      | CC de la Côte d'Albâtre | 10,47            | 3 884 (2022)                      | 371                | modifier les données · modifier les données |
| Alvimare                                     | 76002      | CA Caux Seine Agglo     | 6,73             | 595 (2022)                        | 88                 | modifier les données · modifier les données |
| Ancourteville-sur-Héricourt                  | 76009      | CC de la Côte d'Albâtre | 3,50             | 353 (2022)                        | 101                | modifier les données · modifier les données |
| Angiens                                      | 76015      | CC de la Côte d'Albâtre | 6,88             | 518 (2022)                        | 75                 | modifier les données · modifier les données |
| Anglesqueville-la-Bras-Long                  | 76016      | CC de la Côte d'Albâtre | 3,53             | 126 (2022)                        | 36                 | modifier les données · modifier les données |
| Auberville-la-Manuel                         | 76032      | CC de la Côte d'Albâtre | 3,02             | 138 (2022)                        | 46                 | modifier les données · modifier les données |
| Autigny                                      | 76040      | CC de la Côte d'Albâtre | 4,10             | 320 (2022)                        | 78                 | modifier les données · modifier les données |
| Bertheauville                                | 76083      | CC de la Côte d'Albâtre | 2,43             | 101 (2022)                        | 42                 | modifier les données · modifier les données |
| Bertreville                                  | 76084      | CC de la Côte d'Albâtre | 3,22             | 121 (2022)                        | 38                 | modifier les données · modifier les données |
| Beuzeville-la-Guérard                        | 76091      | CC de la Côte d'Albâtre | 6,42             | 236 (2022)                        | 37                 | modifier les données · modifier les données |
| Blosseville                                  | 76104      | CC de la Côte d'Albâtre | 6,96             | 257 (2022)                        | 37                 | modifier les données · modifier les données |
| Bosville                                     | 76128      | CC de la Côte d'Albâtre | 8,69             | 585 (2022)                        | 67                 | modifier les données · modifier les données |
| Le Bourg-Dun                                 | 76133      | CC de la Côte d'Albâtre | 14,74            | 426 (2022)                        | 29                 | modifier les données · modifier les données |
| Bourville                                    | 76134      | CC de la Côte d'Albâtre | 6,61             | 278 (2022)                        | 42                 | modifier les données · modifier les données |
| Brametot                                     | 76140      | CC de la Côte d'Albâtre | 3,21             | 198 (2022)                        | 62                 | modifier les données · modifier les données |
| Butot-Vénesville                             | 76732      | CC de la Côte d'Albâtre | 3,51             | 237 (2022)                        | 68                 | modifier les données · modifier les données |
| Cailleville                                  | 76151      | CC de la Côte d'Albâtre | 5,03             | 247 (2022)                        | 49                 | modifier les données · modifier les données |
| Canouville                                   | 76156      | CC de la Côte d'Albâtre | 4,49             | 344 (2022)                        | 77                 | modifier les données · modifier les données |
| Cany-Barville                                | 76159      | CC de la Côte d'Albâtre | 13,57            | 2 898 (2022)                      | 214                | modifier les données · modifier les données |
| La Chapelle-sur-Dun                          | 76172      | CC de la Côte d'Albâtre | 4,42             | 162 (2022)                        | 37                 | modifier les données · modifier les données |
| Clasville                                    | 76176      | CC de la Côte d'Albâtre | 3,16             | 348 (2022)                        | 110                | modifier les données · modifier les données |
| Cleuville                                    | 76180      | CC de la Côte d'Albâtre | 4,10             | 188 (2022)                        | 46                 | modifier les données · modifier les données |
| Cléville                                     | 76181      | CA Caux Seine Agglo     | 5,47             | 139 (2022)                        | 25                 | modifier les données · modifier les données |
| Cliponville                                  | 76182      | CA Caux Seine Agglo     | 7,28             | 247 (2022)                        | 34                 | modifier les données · modifier les données |
| Crasville-la-Mallet                          | 76189      | CC de la Côte d'Albâtre | 3,21             | 189 (2022)                        | 59                 | modifier les données · modifier les données |
| Crasville-la-Rocquefort                      | 76190      | CC de la Côte d'Albâtre | 5,21             | 207 (2022)                        | 40                 | modifier les données · modifier les données |
| Drosay                                       | 76221      | CC de la Côte d'Albâtre | 6,43             | 192 (2022)                        | 30                 | modifier les données · modifier les données |
| Envronville                                  | 76236      | CA Caux Seine Agglo     | 6,22             | 361 (2022)                        | 58                 | modifier les données · modifier les données |
| Ermenouville                                 | 76241      | CC de la Côte d'Albâtre | 3,70             | 128 (2022)                        | 35                 | modifier les données · modifier les données |
| Fontaine-le-Dun                              | 76272      | CC de la Côte d'Albâtre | 5,35             | 876 (2022)                        | 164                | modifier les données · modifier les données |
| Foucart                                      | 76279      | CA Caux Seine Agglo     | 4,28             | 339 (2022)                        | 79                 | modifier les données · modifier les données |
| La Gaillarde                                 | 76294      | CC de la Côte d'Albâtre | 7,78             | 377 (2022)                        | 48                 | modifier les données · modifier les données |
| Grainville-la-Teinturière                    | 76315      | CC de la Côte d'Albâtre | 18,41            | 1 060 (2022)                      | 58                 | modifier les données · modifier les données |
| Gueutteville-les-Grès                        | 76336      | CC de la Côte d'Albâtre | 4,39             | 364 (2022)                        | 83                 | modifier les données · modifier les données |
| Le Hanouard                                  | 76339      | CC de la Côte d'Albâtre | 4,32             | 267 (2022)                        | 62                 | modifier les données · modifier les données |
| Hattenville                                  | 76342      | CA Caux Seine Agglo     | 9,32             | 707 (2022)                        | 76                 | modifier les données · modifier les données |
| Hautot-l'Auvray                              | 76346      | CC de la Côte d'Albâtre | 7,33             | 308 (2022)                        | 42                 | modifier les données · modifier les données |
| Héberville                                   | 76353      | CC de la Côte d'Albâtre | 3,99             | 101 (2022)                        | 25                 | modifier les données · modifier les données |
| Houdetot                                     | 76365      | CC de la Côte d'Albâtre | 5,77             | 194 (2022)                        | 34                 | modifier les données · modifier les données |
| Ingouville                                   | 76375      | CC de la Côte d'Albâtre | 7,91             | 277 (2022)                        | 35                 | modifier les données · modifier les données |
| Malleville-les-Grès                          | 76403      | CC de la Côte d'Albâtre | 3,06             | 205 (2022)                        | 67                 | modifier les données · modifier les données |
| Manneville-ès-Plains                         | 76407      | CC de la Côte d'Albâtre | 6,36             | 313 (2022)                        | 49                 | modifier les données · modifier les données |
| Le Mesnil-Durdent                            | 76428      | CC de la Côte d'Albâtre | 1,32             | 17 (2022)                         | 13                 | modifier les données · modifier les données |
| Néville                                      | 76467      | CC de la Côte d'Albâtre | 9,23             | 1 339 (2022)                      | 145                | modifier les données · modifier les données |
| Normanville                                  | 76470      | CC de la Côte d'Albâtre | 9,35             | 653 (2022)                        | 70                 | modifier les données · modifier les données |
| Ocqueville                                   | 76480      | CC de la Côte d'Albâtre | 8,91             | 445 (2022)                        | 50                 | modifier les données · modifier les données |
| Oherville                                    | 76483      | CC de la Côte d'Albâtre | 4,57             | 233 (2022)                        | 51                 | modifier les données · modifier les données |
| Ouainville                                   | 76488      | CC de la Côte d'Albâtre | 7,01             | 537 (2022)                        | 77                 | modifier les données · modifier les données |
| Ourville-en-Caux                             | 76490      | CC de la Côte d'Albâtre | 9,86             | 1 092 (2022)                      | 111                | modifier les données · modifier les données |
| Paluel                                       | 76493      | CC de la Côte d'Albâtre | 10,87            | 385 (2022)                        | 35                 | modifier les données · modifier les données |
| Pleine-Sève                                  | 76504      | CC de la Côte d'Albâtre | 4,07             | 129 (2022)                        | 32                 | modifier les données · modifier les données |
| Rocquefort                                   | 76531      | CC Yvetot Normandie     | 5,36             | 322 (2022)                        | 60                 | modifier les données · modifier les données |
| Saint-Aubin-sur-Mer                          | 76564      | CC de la Côte d'Albâtre | 6,21             | 175 (2022)                        | 28                 | modifier les données · modifier les données |
| Saint-Martin-aux-Buneaux                     | 76613      | CC de la Côte d'Albâtre | 8,14             | 636 (2022)                        | 78                 | modifier les données · modifier les données |
| Saint-Pierre-le-Vieux                        | 76641      | CC de la Côte d'Albâtre | 7,06             | 188 (2022)                        | 27                 | modifier les données · modifier les données |
| Saint-Pierre-le-Viger                        | 76642      | CC de la Côte d'Albâtre | 5,45             | 261 (2022)                        | 48                 | modifier les données · modifier les données |
| Saint-Riquier-ès-Plains                      | 76646      | CC de la Côte d'Albâtre | 6,22             | 628 (2022)                        | 101                | modifier les données · modifier les données |
| Saint-Sylvain                                | 76651      | CC de la Côte d'Albâtre | 3,24             | 135 (2022)                        | 42                 | modifier les données · modifier les données |
| Saint-Vaast-Dieppedalle                      | 76653      | CC de la Côte d'Albâtre | 12,15            | 377 (2022)                        | 31                 | modifier les données · modifier les données |
| Sainte-Colombe                               | 76569      | CC de la Côte d'Albâtre | 5,74             | 222 (2022)                        | 39                 | modifier les données · modifier les données |
| Sasseville                                   | 76664      | CC de la Côte d'Albâtre | 6,19             | 260 (2022)                        | 42                 | modifier les données · modifier les données |
| Sommesnil                                    | 76679      | CC de la Côte d'Albâtre | 3,06             | 112 (2022)                        | 37                 | modifier les données · modifier les données |
| Sotteville-sur-Mer                           | 76683      | CC de la Côte d'Albâtre | 8,09             | 394 (2022)                        | 49                 | modifier les données · modifier les données |
| Terres-de-Caux                               | 76258      | CA Caux Seine Agglo     | 38,01            | 4 247 (2022)                      | 112                | modifier les données · modifier les données |
| Thiouville                                   | 76692      | CC de la Côte d'Albâtre | 5,86             | 279 (2022)                        | 48                 | modifier les données · modifier les données |
| Trémauville                                  | 76710      | CA Caux Seine Agglo     | 2,80             | 100 (2022)                        | 36                 | modifier les données · modifier les données |
| Veauville-lès-Quelles                        | 76730      | CC de la Côte d'Albâtre | 3,21             | 125 (2022)                        | 39                 | modifier les données · modifier les données |
| Veules-les-Roses                             | 76735      | CC de la Côte d'Albâtre | 5,19             | 515 (2022)                        | 99                 | modifier les données · modifier les données |
| Veulettes-sur-Mer                            | 76736      | CC de la Côte d'Albâtre | 4,71             | 280 (2022)                        | 59                 | modifier les données · modifier les données |
| Vittefleur                                   | 76748      | CC de la Côte d'Albâtre | 8,17             | 661 (2022)                        | 81                 | modifier les données · modifier les données |
| Yébleron                                     | 76751      | CA Caux Seine Agglo     | 10,39            | 1 283 (2022)                      | 123                | modifier les données · modifier les données |
| Canton de Saint-Valery-en-Caux               | 7633       |                         | 475,02           | 35 441 (2022)                     | 75                 | modifier les données                        |

## Démographie

### Démographie avant 2015
| 1962  | 1968  | 1975  | 1982  | 1990  | 1999  | 2006  | 2011  | 2012  |
| ----- | ----- | ----- | ----- | ----- | ----- | ----- | ----- | ----- |
| 7 059 | 6 850 | 6 524 | 9 402 | 8 980 | 9 180 | 8 970 | 8 765 | 8 741 |

### Démographie depuis 2015
En 2022, le canton comptait 35 441 habitants, en évolution de −1,34 % par rapport à 2016 (Seine-Maritime : +0,35 %, France hors Mayotte : +2,11 %).
| 2013   | 2018   | 2022   |
| ------ | ------ | ------ |
| 35 637 | 35 750 | 35 441 |